# Campbeltown
Campbeltown ((kæmbəltn), gaèlic escocès: Ceann Loch Chille Chiarain o Ceann Locha) és una ciutat i antiga burgh, situada al consell d'Argyll and Bute, Escòcia. Es troba per Campbeltown Loch a la península de Kintyre. Originalment conegut com a Kinlochkilkerran (una anglicització del gaèlic, que significa "cap del llac pel kirk de Ciarán"), es va canviar el nom del segle xvii com a Campbell's Town després que Archibald Campbell (comte d'Argyle) rebés el lloc en 1667. Campbeltown es va convertir en un centre important per al whisky escocès, i un port pesquer.

## Cultura
Hi ha diversos edificis classificats a la categoria A de la ciutat i inclouen els següents.
Campbeltown compta amb un museu i un centre de patrimoni. El museu té una variada col·lecció d'objectes del passat de Campbeltown, i els elements prehistòrics excavats des dels llocs al voltant de Kintyre, com ara els peus, les joies i les pintes. L'edifici del segle xix, de John James Burnet, també alberga una biblioteca i té plaques o exposicions relacionades amb famosos personatges de Kintyre: per exemple, William McTaggart i William Mackinnon. A prop del museu es troba el cinema conegut com a Wee Picture House, un edifici modernista de l'Escola Glasgow, petit però diferent, que data de 1913 i que es creu que és el cinema supervivent més antic de Escòcia. Aquests edificis es troben al passeig marítim, igual que una creu cèltica del segle xiv que també va servir com a creu del mercat.
St Kieran (Ciarán de Clonmacnoise) va viure en aquesta zona abans que existís la ciutat. Una cova amb el nom d'ell es pot visitar a la marea baixa, així com la cova de la propera illa de Davaar, on els pelegrins i turistes van a veure una pintura de crucifixió del segle xix.
Campbeltown també acull el Festival de Música Mull Of Kintyre anual, que ha vist actuacions que van des de grups locals fins a grups ben establerts com Deacon Blue, The Stranglers i Idlewild.
Una incorporació recent ha estat el Kintyre Songwriters Festival, una reunió anual força clau per promoure la riquesa i la varietat de la música original a la zona. El festival se celebra durant l'últim cap de setmana de maig i està obert a tothom interessat a realitzar.
El divendres 16 de juny de 2006, el primer ministre Jack McConnell va viatjar a Campbeltown per obrir oficialment el nou centre "Aqualibrium" de Campbeltown. Aqualibrium, dissenyat per Page \ Park Architects, va substituir l'antiga piscina Campbeltown, que es va tancar fa 7 anys per motius de seguretat; el centre alberga la biblioteca de Campbeltown (amb l'antic edifici només al museu), la piscina, el gimnàs, el centre de conferències i el cafè Mussel Ebb.
El Kintyre Camanachd és un equip de shinty local que pertany a l'Associació Camanachd.
Argyll FM és una estació de ràdio local amb seu a Campbeltown al 106.5, 107.1 i 107.7
Al maig de 2012, Campbeltown i Dunoon van ser nomenats conjuntament en un informe del Scottish Agricultural College com els llocs rurals a Escòcia, els més vulnerables a una crisi. El "índex de vulnerabilitat" va classificar a 90 ubicacions escoceses segons els factors associats al canvi econòmic i social.

## Llenguatge
Campbeltown és una de les poques comunitats de les terres altes escoceses, on la llengua escocesa va predominar en els últims segles, en comptes del gaèlic escocès ja existent, un enclavament del discurs escocès de Lowland envoltat d'un discurs escocès. Això es va deure a la plantació de mercaders de les terres baixes en el segle xvii. La posició dominant que els escocesos de Lowland tenia a la ciutat ha estat presa avui per la llengua anglesa, sota la forma del dialecte anglès escocès.

## Clima
Igual que amb la resta d'Escòcia, Campbeltown experimenta un clima marítim amb estius frescos i hiverns suaus. L'estació meteorològica oficial més propera de Met Office per a la qual hi ha registres en línia està disponible a l'aeroport de Campbeltown / RAF Machrihanish, a uns 3 km (4,8 km) a l'oest del centre de la ciutat.
La temperatura més baixa que s'ha de reportar en els últims anys va ser de -12.9 ° C (8.8 ° F) durant desembre de 2010.

## Transport
L'aeroport de Campbeltown és a prop de la ciutat i té un servei regular a / des de l'aeroport internacional de Glasgow els dies feiners i els diumenges d'estiu.
La ciutat és la ciutat més occidental de l'illa de Gran Bretanya (si el port de Mallaig no es compta com un poble). Té la població d'un gran poble, però reclama el seu estatus de ciutat basat en el seu port i la seva estreta xarxa de carrers. La seva posició propera al final d'una llarga península fa que es faci un viatge per carretera, i fins a cert punt l'àrea depèn del transport marítim i aeri, com les Hèbrides Internes. No obstant això, està lligat a la resta d'Escòcia per l'A83 (a Tarbet) i l'A82 (de Tarbet a Glasgow). El servei d'autobusos és proporcionat per West Coast Motors.
Els vaixells naveguen de Campbeltown a Ballycastle a Irlanda del Nord, operats per Kintyre Express. Un servei anterior havia estat suspès al juny de 2002; el nou servei, que es dirigeix a Ballycastle tots els divendres a dilluns durant els mesos d'estiu i els dilluns i divendres durant els mesos d'hivern, començat el 2011.
El 2006, un vaixell de passatgers de passatgers operats per Kintyre Express va córrer entre Campbeltown i Troon cada dilluns, dimecres i divendres amb un temps de pas d'una hora en calma. El 2007, aquest ferri ja no funcionava, tot i que el vaixell es pot arrendar en privat.
A partir del 23 de maig de 2013, Caledonian MacBrayne va començar a operar un servei pilot de transbordadors a través del Firth of Clyde a Ardrossan trucant a Brodick els dissabtes.
Campbeltown va estar vinculat a Machrihanish per un canal (1794 a mitjans dels anys 1880) que va ser substituït pel Campbeltown i el ferrocarril lleuger de Machrihanish, que es va tancar el 1932. El ferrocarril, construït originalment per servir al Machrishish Coalfield, va des de l'estació de tren de Campbeltown fins a Estació de ferrocarril de Machrihanish.